# Гарига (Пјаченца)
Гарига је насеље у Италији у округу Пјаченца, региону Емилија-Ромања.
Према процени из 2011. у насељу је живело 394 становника. Насеље се налази на надморској висини од 76 м.